# Экспериментальный американский паровой танк
Паровой танк (гусеничный) (англ. Steam Tank (tracked)) — американский танк времён Первой мировой войны, оснащённый паровым двигателем.

## История создания
Первоначальный проект танка был разработан офицером из Инженерного корпуса США, после чего разработка была инициирована генералом Джоном А. Джонстоном при поддержке компании Endicott-Johnson Shoe Company и финансировании бостонского банка Phelan and Ratchesky (стоимость создания машины составила приблизительно 60000$). Двигатели были заказаны в компании Stanley Motor Carriage Company, производившей паровые автомобили.
В начале 1918 года был завершён единственный экземпляр машины, после чего в апреле того же года он был продемонстрирован широкой публике на нескольких парадах.

## Описание конструкции
Машина имела ромбовидную компоновку, очень схожую с компоновкой британских танков того же периода.

### Вооружение
Вооружался танк огнемётом, который находился в лобовом листе брони. Дополнительным вооружением был таран.

### Двигатель
Необычной являлась силовая установка — на танке вместо двигателей внутреннего сгорания были использованы два паровых двигателя с керосиновым нагревом котла, суммарной мощностью в 500 л. с. Помимо этого танк был дополнительно оснащён керосиновым двигателем мощностью в 35 л. с., необходимым для эффективной работы огнемёта (керосиновый двигатель давал давление в 1600 psi, тогда как паровые двигатели — лишь 700).

## Боевое применение
В 1918 году танк был отправлен во Францию для боевых испытаний, однако Первая мировая война завершилась до того, как танк успел принять участие в боевых столкновениях.

## Фотогалерея

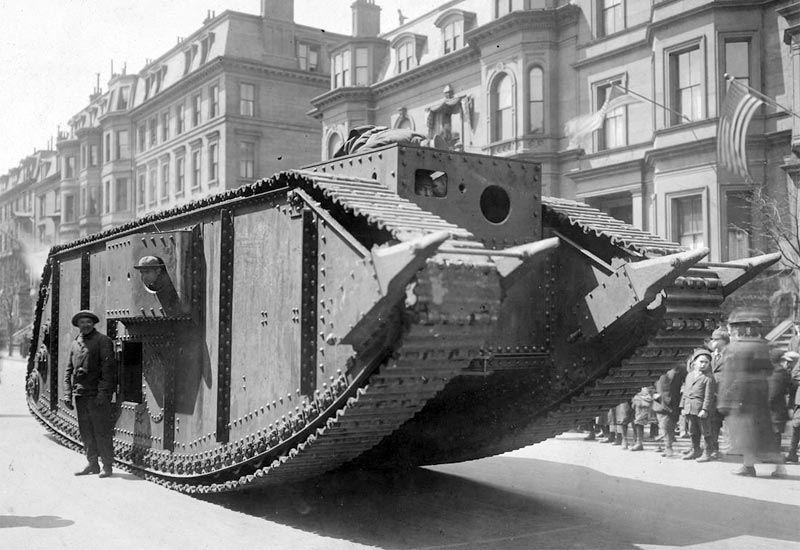
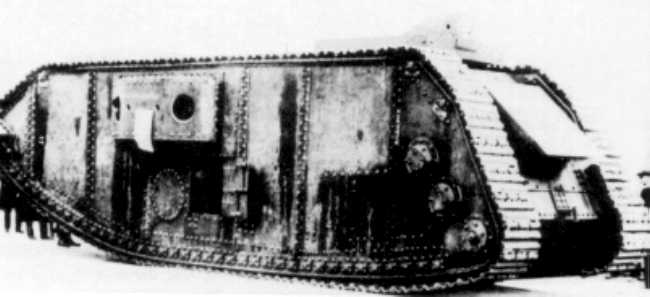
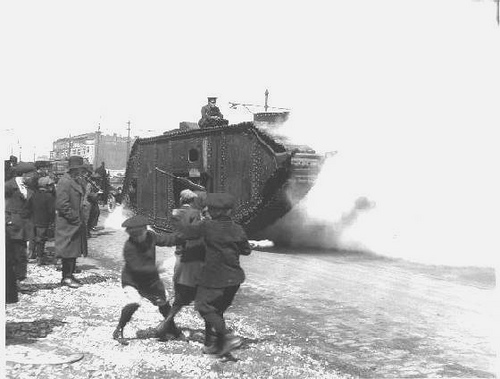
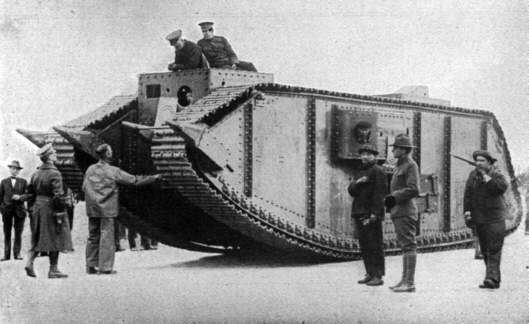